# The Woman in His House
The Woman in His House is een Amerikaanse dramafilm uit 1920 onder regie van John M. Stahl. Destijds werd de film in Nederland uitgebracht onder de titel De vrouw in zijn huis. De film is wellicht zoekgeraakt.

## Verhaal
Na de geboorte van hun zoon groeien dokter Philip Emerson en zijn vrouw Hilda langzaam uit elkaar. Een vriend des huizes doet een poging om het stel weer bij elkaar te brengen, maar een uitbraak van kinderverlamming neemt al de tijd van dokter Emerson in beslag. Wanneer hun eigen zoon de ziekte oploopt, gaat de arts dag en nacht op zoek naar een remedie. Hun kind is hopeloos verlamd, maar de band tussen dokter Emerson en zijn vrouw wordt weer hechter.

## Rolverdeling
| Acteur              | Personage             |
| ------------------- | --------------------- |
| Mildred Harris      | Hilda                 |
| Ramsey Wallace      | Dr. Philip Emerson    |
| Thomas Holding      | Peter Marvin          |
| George Fisher       | Robert Livingston     |
| Gareth Hughes       | Sigurd                |
| Richard Headrick    | Philip Emerson jr.    |
| Winter Hall         | Andrew Martin         |
| Katherine Van Buren | Assistent van Emerson |
| Robert Walker       | Arts                  |